# شان کلنسی (بازیکن فوتبال)
شان کلنسی (انگلیسی: Sean Clancy؛ زادهٔ ۱۶ سپتامبر ۱۹۸۷) بازیکن فوتبال اهل بریتانیا است.
از باشگاه‌هایی که در آن بازی کرده‌است می‌توان به باشگاه فوتبال چستر، باشگاه فوتبال آلترینچام، باشگاه فوتبال بارسکو، باشگاه فوتبال بلکپول، باشگاه فوتبال هالیفاکس تاون، باشگاه فوتبال ساوتپورت، باشگاه فوتبال کیدرمینستر هاریرس، باشگاه فوتبال تلفورد یونایتد، و باشگاه فوتبال فلیتوود اشاره کرد.
وی همچنین در تیم ملی فوتبال England C بازی کرده‌است.